# Podochilus cumingii
Podochilus cumingii är en orkidéart som beskrevs av Rudolf Schlechter. Podochilus cumingii ingår i släktet Podochilus och familjen orkidéer.
Artens utbredningsområde är Filippinerna. Inga underarter finns listade i Catalogue of Life.